# アラフォー女子のベイビー・プラン
『アラフォー女子のベイビー・プラン』（アラフォーじょしのベイビープラン、The Switch、旧原題: The Baster）は、ジェニファー・アニストンとジェイソン・ベイトマン主演による2010年のコメディ映画である。監督は『俺たちフィギュアスケーター』のジョシュ・ゴードンとウィル・スペックのコンビ、脚本はアラン・ローブである。原作はジェフリー・ユージェニデスの短編『Baster』である。撮影は2009年3月から5月まで行われ、さらに同年10月に再撮影が行われた。
日本では劇場未公開だが、2011年11月12日にWOWOWで放送された他、同年12月2日にDVDが発売された。

## あらすじ
30代のキャシー・ラーソンは独身で、決まった男性はいない中、子供を持つことを決める。長年の親友であるウォーリー・マーズの反対にも拘わらず、彼女はもうこれ以上待てないため、1人でそうすることに決める。彼女はまた、精子バンクを利用することを潔しとせず、自分で精子提供者を探そうとする。
ウォーリーは自分がドナーになると提案するが、キャシーは彼が神経質で悲観的で自分にしか関心が無いと考えている。それに、親友がその様なことをするのは異様だろうとも思う。彼はずっとキャシーに好意を寄せており、6年前まで交際していた。彼の友人のレナードは、彼女が彼を「友達ゾーン」に追いやったことで彼はチャンスを逃したと指摘する。
キャシーはローランド・ニルソンを精子ドナーとして選ぶ。彼はハンサムで魅力的な、既婚のコロンビア大学の助教である。彼女は「受精パーティー」を企画し、そこでウォーリーはローランドと出会い、すぐに彼に嫌悪感を抱く。ローランドはバスルームで精子を出し、サンプルカップに入れて置いておく。ウォーリーはトイレを使った際、そのサンプルを見る。酔った彼はカップをいじって、誤ってシンクに精子をこぼしてしまう。パニックになった彼は自分の精子をカップに入れてしまう。
翌日の仕事中、まだ二日酔いで、ウォーリーは前日の夜のことを何も覚えていない。受精は成功し、キャシーは妊娠する。キャシーが、ニューヨークよりも子育てには適しているからと、子供時代を過ごしたミネソタ州の故郷に戻ると言うと、ウォーリーは動揺する。彼女は去り、ウォーリーはわびしい日々を過ごす。
7年後、キャシーは早熟で神経質な6歳のセバスチャンを連れてニューヨークに戻る。彼女はウォーリーと再会したいと考えており、息子を彼に紹介し、ウォーリーはセバスチャンと仲良くなる。ローランドは離婚し、キャシーと付き合い始めている。彼女は、彼がセバスチャンの実の父親なので関係が上手くいくのではないかと考えている。
ウォーリーは自分とセバスチャンの間に強い類似点があることに気付き、それが7年前の精子の交換の結果であることに気付く。ローランドがキャシーにプロポーズする直前、ウォーリーはセバスチャンが自分の実の息子であり、彼女を愛していることを彼女に告げる。ウォーリーがやったことにショックを受けて怒った彼女は、彼のことを拒否する。
暫く経ったある日、ウォーリーは仕事を終えた後、キャシーが自分を待っていることに気付く。彼女は、セバスチャンが彼に会えなくて寂しい思いをしていて、本当に彼を必要としていると言う。ウォーリーは自分も同様であると言う。キャシーはローランドとは既に別れており、ウォーリーを愛していることに気付いたと言い、ウォーリーはキャシーにプロポーズする。最後のシーンでは、幸せに結婚した2人がセバスチャンの8歳の誕生日パーティーを開く様子が映る。

## キャスト
キャシー・ラーソン
演 - ジェニファー・アニストン、日本語吹替 - 安達忍
人工授精で子供を産むことを決めたキャリアウーマン。
ウォーリー・マーズ
演 - ジェイソン・ベイトマン、日本語吹替 - 森田順平
キャシーの親友の証券アナリスト。悲観的な性格。スポーツは苦手。
セバスチャン・ラーソン
演 - トーマス・ロビンソン、ブライス・ロビンソン（1年後）、吹替 - 西村愛菜
キャシーの息子。
ローランド
演 - パトリック・ウィルソン、日本語吹替 - 山本兼平
キャシーに精子を提供することになった男。大学講師でスポーツマン。
デビー
演 - ジュリエット・ルイス、日本語吹替 - 阿川りょう
キャシーの親友。
レナード
演 - ジェフ・ゴールドブラム、日本語吹替 - 佳月大人
ウォーリーの上司で親友。
ポーリーン
演 - カロリン・ダヴァーナス、日本語吹替 - 西村愛菜
デクラン
演 - スコット・エルロッド
ダイアン・ソイヤー
演 - 本人、日本語吹替 - 西村愛菜
人気ニュースキャスター。

## 類似作品
非配偶者による精子提供を題材とした物語として、ほぼ同時期に撮影された『カレには言えない私のケイカク』、代理母出産を扱った作品として『ベイビーママ』（2008年）との類似が指摘された。

## ホームメディア
カナダでは2011年1月18日にメイプル・ピクチャーズ、アメリカ合衆国では3月15日にライオンズゲートよりDVDとBlu-rayが発売された。アメリカ合衆国でのDVD売上は750万3021ドルに達している。

## 批評家の反応
Rotten Tomatoesでは144個のレビューで51%の支持率となった。

## サウンドトラック
| #   | タイトル                                                      | 作詞 | 作曲・編曲 | 歌手                                 | 時間 |
| --- | ------------------------------------------------------------- | ---- | ---------- | ------------------------------------ | ---- |
| 1.  | 「Opening Titles」                                            |      |            | アレックス・ワーマン                 | 1:54 |
| 2.  | 「Instant Replay」                                            |      |            | ダン・ハートマン                     | 3:25 |
| 3.  | 「Freakshow On The Dance Floor」                              |      |            | ザ・バーケイズ                       | 6:34 |
| 4.  | 「I Can't Wait (Edited Version)」                             |      |            | ニュー・シューズ                     | 3:40 |
| 5.  | 「The Bomb (These Sounds Fall Into My Mind) (Pop Radio Mix)」 |      |            | サンライダー                         | 2:43 |
| 6.  | 「Here Comes The Sun」                                        |      |            | ファット・ラリーズ・バンド           | 5:22 |
| 7.  | 「Pushin' On Feat. Alice Russell」                            |      |            | クオンティック・ソウル・オーケストラ | 3:19 |
| 8.  | 「Little L」                                                  |      |            | ジャミロクワイ                       | 3:57 |
| 9.  | 「Lice」                                                      |      |            | アレックス・ワーマン                 | 2:49 |
| 10. | 「Open Your Heart」                                           |      |            | ラベンダー・ダイアモンド             | 3:11 |
| 11. | 「Sea Green, See Blue」                                       |      |            | ジェイメイ                           | 6:17 |
| 12. | 「Bluebird Of Happiness (Ulrich Schnauss Remix)」             |      |            | モハーヴィ3                          | 9:56 |
| 13. | 「All The Beautiful Things」                                  |      |            | イールズ                             | 2:22 |
| 14. | 「Numbered Days」                                             |      |            | イールズ                             | 3:42 |
| 15. | 「Lovers' Carvings」                                          |      |            | ビビオ                               | 3:54 |